# ديفيد بوندرلا
ديفيد بوندرلا (بالسلوفينية: David Bunderla)‏ (31 يوليو 1987 بكراني في سلوفينيا - ) هو لاعب كرة قدم سلوفيني في مركز الهجوم. شارك مع منتخب سلوفينيا تحت 21 سنة لكرة القدم. أما مع النوادي، فقد لعب مع نادي كوبر ونادي ماريبور وNK Primorje ‏ وتريغلاف كران ‏ وNK Šenčur ‏.

## روابط خارجية
- ديفيد بوندرلا على موقع قاعدة بيانات كرة القدم.إي يو (الإنجليزية)
- ديفيد بوندرلا على موقع Soccerway.com (الإنجليزية)